# Левкара
Лѐвкара или Ак Сакли, Ак Сакали (на гръцки: Λεύκαρα, до 1927 година Ακ Σακλή, Ак Сакли) е село в Република Гърция, част от дем Сервия на област Западна Македония. 

## География
Селото е разположено на 450 m надморска височина, на левия бряг на река Бистрица (Алиакмонас).

## История

### В Османската империя
Според статистиката на Васил Кънчов („Македония. Етнография и статистика“) през 1900 година в Ак Сакали, Кожанска каза, има 1240 турци.
На Етнографската карта на Битолския вилает на Картографския институт в София от 1901 година Ак Сакли е чисто турско село в Кожанската каза на Серфидженския санджак с 60 къщи.
Според статистика на Серфидженския санджак на гръцкото консулство в Еласона от 1904 година в Ак Сакли (Ακ-Σακλή), Кожанска каза, живеят 1000 турци. Селото има четири махали - Хаджисолер (Χατζησολέρ), Даутлу (Δαουτλού), Кофулар (Κοφουλάρ), Екмексизкьой (Εκμεκσιζ-κιοϊ).

### В Гърция
През октомври 1912 година, по време на Балканската война, в селото влизат гръцки част и след Междусъюзническата война в 1913 година Ак Сакали остава в Гърция.
В 1923 година по силата на Лозанския договор мюсюлманското население на селото се изселва в Турция и в Ак Сакали са заселени гърци бежанци. В 1927 година името на селото е преведено на Левкара. В 1928 година Левкара е чисто бежанско селище с 254 бежански семейства и 864 жители бежанци.
Традиционно населението се занимава с отглеждане предимно на жито, тютюн, както и със скотовъдство.
| Име                     | Име          | Ново име   | Ново име   | Описание                        |
| ----------------------- | ------------ | ---------- | ---------- | ------------------------------- |
| Местанар или Меснатанар | Μεσνατανάρ   | Аналипсис  | Άνάληψις   | бивше селище на ЮИ от Левкара   |
| Куфалар                 | Κουφαλάρ     | Маврохома  | Μαυρόχωμα  | бивше селище на Ю от Левкара    |
| Кичалар или Крицалар    | Κριτσαλάρ    | Ксиротопос | Ξηρότοπος  | местност на Ю от Левкара        |
| Ордулар                 | Όρντουλάρ    | Айдимитрис | Άϊδημήτρης | местност на ЮЗ от Левкара       |
| Даутлу                  | Νταουτλοϋ    | Сикиес     | Συκιές     | местност на СИ от Левкара       |
| Чалтилик                | Τσαλτιλίκ    | Палюра     | Παλιούρια  | местност на СИ от Левкара       |
| Чешме Баши              | Τσεσμέ Μπασί | Платанос   | Πλάτανος   | реката на Левкара               |
| Алан                    | Άλάν Λόφος   | Лофос      | Λόφος      | връх на ССИ от Левкара (1202 m) |

| Година    | 1913 | 1920 | 1928 | 1940 | 1951 | 1961 | 1971 | 1981 | 1991 | 2001 | 2011 | 2021 |
| --------- | ---- | ---- | ---- | ---- | ---- | ---- | ---- | ---- | ---- | ---- | ---- | ---- |
| Население | 1333 | 1457 | 707  | 432  | 345  | 559  | 346  | 233  | 288  | 231  | 211  | 145  |